# Agniya Barto
Agniya Lvovna Barto (russo:  А́гния Льво́вна Барто́; Moscou, 17 de fevereiro de 1906 – 1 de abril de 1981) foi uma escritora e poeta soviética, famosa por seus livros infantis.

## Biografia
Agniya nasceu na capital soviética em 1906, no seio de uma família judaica. Seu pai, Lev Nikolayevich Volov, era veterinário, e sua mãe, Maria Blokh, dona de casa, era natural da Lituânia. Quando criança, Agniya estudou balé na escola, mas logo foi atraída para a leitura e a escrita, começando a escrever alguns poemas por conta própria, imitando os estilos de Anna Akhmatova e Vladimir Mayakovsky. Quando se formou no balé, ela declamou um poema de sua própria autoria. Na formatura estava presente o então ministro da educação, Anatoly Lunacharsky, que disse que ela deveria se tornar uma poeta profissional ao invés de bailarina.
Casada com o engenheiro elétrico e também poeta, Pavel Barto, com quem teve um filho, Garik, os primeiros livros publicados de Agniya foram Chinese boy Wan-Lin e Mishka the Petty Thief, em 1925. Depois publicou The First of May, em 1926 e Brothers, em 1928, que recebeu ótimas críticas. Mas foi com seu livro de poesias para crianças, chamado Toys, em 1936, que ela alcançou grande sucesso, vendendo milhares de exemplares, tornando-se uma das autoras mais populares da União Soviética.
O casamento com Pavel acabou conforme o sucesso de Agniya como escritora crescia. Em 1929, ela conheceu um físico, Andrei Vladimirovich Shcheglyaev, com quem teve uma filha, Tatiana. A casa do casal era muito frequentada por artistas, escritores, poetas e cientistas, formando um rico ambiente cultural para seus filhos. Agniya viajava com frequência como parte da delegação de cultura soviética, se apresentando em congressos e feiras de livros.

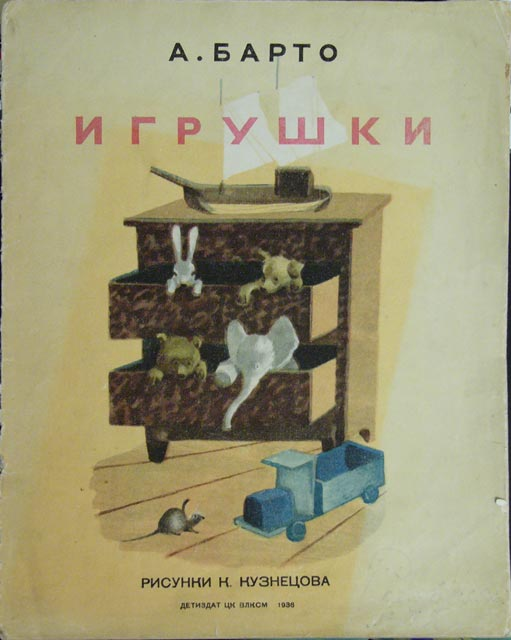
Capa de Toys, 1936.

Durante a Segunda Guerra Mundial, Agniya e a família foram evacuadas de moscou para o oblast de Sverdlovsk, onde ela escreveu poesia antinazista, geralmente direcionada ao chefe de Estado na época, Joseph Stalin, além de ensaios e críticas sobre a guerra. Foi também correspondente na Frente Ocidental para o jornal Komsomolskaya Pravda. Em 1949, foi premiada com o Prêmio Estatal da URSS, por seu livro Poetry for Children.
A família retornaria a Moscou em 1944. A cidade estava novamente se tornando agitada, com famílias retornando à capital e as crianças voltando para as escolas. Em 4 de maio de 1945, um caminhão virou a esquina de uma rua em alta velocidade e acertou a bicicleta dirigida por Garik, que na época tinha 15 anos, matando-o na hora. Agniya nunca se recuperou totalmente da tragédia.
Na década de 1960, Agniya trabalhou em um orfanato que a inspirou a escrever o poema Zvenigorod. Por nove anos, ela foi âncora do programa Find a Person (Найти человека), que ajudava famílias a encontrar pessoas desaparecidas ou mortas durante a Segunda Guerra. Cerca de mil familiares encontraram seus entes queridos por causa do programa, cuja experiência Agniya contou em um livro publicado em 1966.
Em 1970, Andrei morreu devido a um câncer. Agniya se entregou ao trabalho, escrevendo duas biografias e mais de cem poemas. Morando sozinha depois do casamento da filha, era visitada com frequência por amigos e pelos netos, além de receber novos escritores e poetas a quem orientava a carreira.
Em 1977, ela publicou Translations from the Children's Language (Переводы с детского) com poemas de várias partes do mundo traduzidos para o russo. Também foi roteirista de vários filmes russos para crianças, como Foundling (Подкидыш, 1940) e An Elephant and a Rope (Слон и верёвочка) 1945.

## Morte
Agniya Barto morreu em 1 de abril de 1981, em Moscou, aos 75 anos, devido a uma insuficiência cardíaca. Ela foi sepultada no Cemitério Novodevichy, na capital russa.